# Distrito de Huántar
El distrito de Huántar es uno de los dieciséis (16) que integran la provincia de Huari ubicada en el Departamento de Ancash, bajo la administración del Gobierno regional de Ancash, en la zona norcentral del Perú.

## Toponimia
Huántar provendría del protoquechua wantar que nombra a la sacuara que sirve para fabricar las cometas.

## Historia

### Época colonial
Los primeros españoles que llegaron al valle del río Mosna fue la compañía de avanzada comandada por Hernando Pizarro y Miguel Estete en 1532, quienes retornaban de Pachacámac guiados por el general inca Calcuchímac, este les narró que los huaris lucharon bravamente contra los cusqueños durante el reinado de Huayna Cápac. La expedición entró al valle el 2 de abril de 1533 (juliano) desde Pindosmarca (Pincos) y llegó al poblado de Guari (Huaritambo) donde Huayna Cápac tenía una casa, continuaron el viaje hacia Huancabamba y Piscobamba.
Los habitantes del grupo étnico huari se rindieron sin resistencia a los conquistadores españoles con el propósito de liberarse de los incas. Pocos años después, los españoles iniciaron con la repartición de estas tierras y la fundación de obrajes e ingenios para sacar provecho de la mano de obra indígena. 
Tras la conquista, Francisco Pizarro adscribió el territorio de Huari a la encomienda de Allauca Huari, que comprendía todo el territorio de la margen occidental del río Mosna.
En 1572 el virrey Francisco de Toledo impulsó la fundación de las reducciones de indios, estas fueron poblaciones de nativos con plaza mayor, iglesia, cabildo y solares propios, ya que, hasta entonces la población originaria de los Andes vivía diseminada en pequeños caseríos y dicha medida facilitaba las labores de adoctrinamiento a la fe católica, y a la vez permitía una mejor administración civil por parte de las autoridades coloniales. La fundación del pueblo fue encargada al capitán y adelantado de Huánuco, Alonso de Santoyo y Valverde, los tres pueblos fundados a usanza española ese año fueron Santo Domingo de Huari como cabeza de doctrina, San Gregorio de Huancar y San Juan de Yacya.
Durante la Colonia los domínicos tenían en Yungay un convento fundado en 1579 por el padre Domingo de Santo Tomas. El sucesor de él fue el padre Pedro Cano, quien, encabezando una expedición evangelizadora, pasó por una cordillera de nieve (posiblemente por Carhuascancha) y evangelizó los pueblos de Huántar, Chavín y Huari. En efecto, dice que San Gregorio de Huántar tenía este pueblo 162 indios tributarios, 60 reservados, y por todo 576 almas. Tiene por anexo al pueblo que llama San Pedro de Chavín con 466 almas, y San Marcos de Collanapincos con 361 almas. Para la Iglesia católica entre 1593 y 1595 Chavín pasó a pertenecer a la parroquia San Gregorio de Huántar hasta 1798 que se creó la iglesia de San Pedro de Chavín.
El pueblo de Huántar también fue honrado con las visitas de dos ilustres personajes:Toribio de Mogrovejo a fines del siglo XVI, dice el padre Gridilla que Santo Toribio hizo su primera visita pastoral por las provincias de Áncash en 1585 y la segunda visita la realizó entre los años 1593 y 1595, por esta visita que las parroquias estaban establecidas y bien servidas; que los españoles eran muy pocos; que el párroco era el fraile Pedro Gonzáles que administraba las parroquias de San Gregorio de Huántar y de Chavín, que esta parroquia tenía 836 cabezas de ganado; que en el pueblo habitaban 576 almas, y que por aquella época era corregidor del Conchucos Nicolas de Ortigosa y el Curaca de Huántar era Gregorio Carhuatocto.
Por su parte el presbítero Santiago Márquez en su obra Huaiy Corichuco" menciona que por los años 1622 y 1623 era Cacique de Huántar Fernando Arainga (los caciques indios principales que ejercían su autoridad sobre las comunidades).
El otro ilustre personaje que arribó al pueblo de Huántar, entre los años 1867 y 1868. Fue el sabio Naturalista italiano don Antonio Raimondi. Este persona elevó la belleza panorámica del pueblo, su clima y lo actividad agrícola de sus pobladores. Sus impresiones están registrada en su obra: “Departamento de Ancash y su Riqueza Mineral”
El Presidente de la República don Ramón Castilla quien, mediante el Decreto Ley del 2 de enero de 1857, creó el Concejo Municipal de Huántar con 5 miembros, según apareció publicado el 6 de enero del mismo año en el diario oficial "El Peruano”.
Enmarcan el distrito de Huántar, el río Rúrec por el norte, el río Mosna por el este, la ceja de Rahua por el sur y la Cordillera Blanca por el oeste. Tiene una extensión superficial aproximada de 250 a 300 kilómetros cuadrados. Conforman este distrito los centros Poblados de Anyanga, Huárac, Uranchacra, Succha, Olayán, Acopara, Yurayaco y Chucos; más los poblados de Shogayaco, Guerushí y Culcush. Al centro en una meseta sobre 3200 m s. n. m. se encuentra el pueblo de Huántar, capital del distrito, flanqueado por bosques de eucaliptos y alisos; constituyen las arterias del pueblo sus 14 calles anchas, rectas y empedradas que se entrecruzan formando 32 manzanas de casas (sin considerar el parque, la parroquia Y los complejos educativos), Así el pueblo ofrece una hermosa vista panorámica.
En la actualidad, desde 2015, los pobladores de Huántar vienen gestando la construcción de la carretera de interconexión Huaraz - Túnel Carwascancha - Huantar, que reduciría el tiempo de viaje hacia la capital de Áncash a solamente 1 hora y media de viaje.

## Geografía
Posee una altitud promedio de 3 350 m s. n. m. Cuenta con variedad de microclimas que abarcan desde los 2200 m s. n. m. hasta 5500 m s. n. m.
Desde Huántar se puede observar el valle del río Mosna, sobre todo entre los meses de abril y mayo, cuando el lugar reverdece y las lluvias han cesado. Los restos de Huari Jircan, cercanos de la plaza de armas, datan de la época Formativa. En el lugar se han encontrado numerosos restos arqueológicos, como herramientas y ﬁgurillas humanas de piedra, que actualmente se conservan en el colegio del pueblo.

## Economía
Su producción agrícola es variada; entre los que encontramos: maíz, trigo, cebada, quinua, habas, arverjas, numia, lentejas, papa, olluco, oca, mashua, etc; en la zona baja entre una altitud promedio de 2400 m s. n. m., producen frutales como la manzana, palta andina, melocotón, lúcuma, granadilla. Entre las hortalizas tenemos la zanahoria, cebolla china, lechuga, zapallo, lechuga, veterraga, ajo, col, espinaca, alcachofa, culantro y orégano.

## Población
El Distrito está constituido por  2 centros poblados menor (Huarac y Acopara) y 6 caseríos entre ellos: Chucos, Yurayaco, Olayán, Succha, Uranchacr y Anyanga.
Denominado Balcón de Conchucos por estar ubicada en la parte alta del Callejón de los Conchucos, desde donde se tiene una vista panorámica que se aprecia el valle del río Mosna.

## Atractivos turísticos
Huántar es el punto de partida de varias rutas de senderismo, como son la ruta hacia la quebrada de Carhuascancha, quebrada de Rúrec, zonas de reserva natural con atactivos turístico. Además es atravesado por un circuito de overlanding. 
- Laguna Ichic Potrero, ubicada en la quebrada de Carhuascancha a 3942 m s. n. m., sus aguas son de color verde oscuro, está rodeado de bosques de queñual, tiene una extensión de 25 po 60 m, se alimenta de un riachuelo que proviene de la Laguna Jatun Potrero. Hay truchas Arco Iris.

- Laguna Maparaju, ubicada en la quebrada de Quilcayhuanca a 4425 m s. n. m., al pie del nevado Maparaju, tiene una extensión de 80 por 170 m, el color de sus aguas varía entre azulino y verde de acuerdo a la posición del sol y hora en la que se aprecie. Hay truchas Arco Iris.

- Zonas Arqueológicas: Onga, Pinculluyoc, Marca Jirca, Huari Jircan, Chucos.

## Autoridades

### Municipales
- 2023 - 2026:
  - Alcalde: Manuel Espinoza Villarreal
- 2019 - 2022:
  - Alcalde: Héctor Castro Ríos
- 2015-2018:
  - Alcalde: Manuel Espinoza Villareal
- 2011-2014[3]
  - Alcalde: Wilder Eusebio Herrera Francisco, del Movimiento Regional Independiente Cuenta Conmigo (CC).
- 2007-2010: 
  - Alcalde: Renán Wilfredo Trejo García.

- 1987-1989
  - Alcalde: Hermógenes León Montoro Mejía, del Partido Aprista Peruano (APRA)

## Festividades
La ﬁesta patronal se realiza cada 12 de octubre y convoca principalmente a residentes en Lima y a numerosas personas de diversas partes de territorio nacional y extranjero.